# Annona muricata
Espèce
Classification phylogénétique
Annona muricata, le Corossolier, est une espèce de plantes à fleurs de la famille des Annonaceae. C'est un petit arbre originaire du nord de l'Amérique du Sud, cultivé dans les régions tropicales pour son fruit comestible, le corossol. Le terme « corossol » est aussi utilisé pour désigner l'arbre.

## Dénominations
Il est aussi appelé Annona macrocarpa auct, sapadille, graviola

## Caractéristiques
Le corossolier est un arbuste ou petit arbre de 3 à 10 m de hauteur.
Les feuilles, odorantes, d'un vert brillant, sont oblongues-lancéolées, de 10-17 × 2-7 cm, les jeunes à pubescence ferrugineuse en dessous.

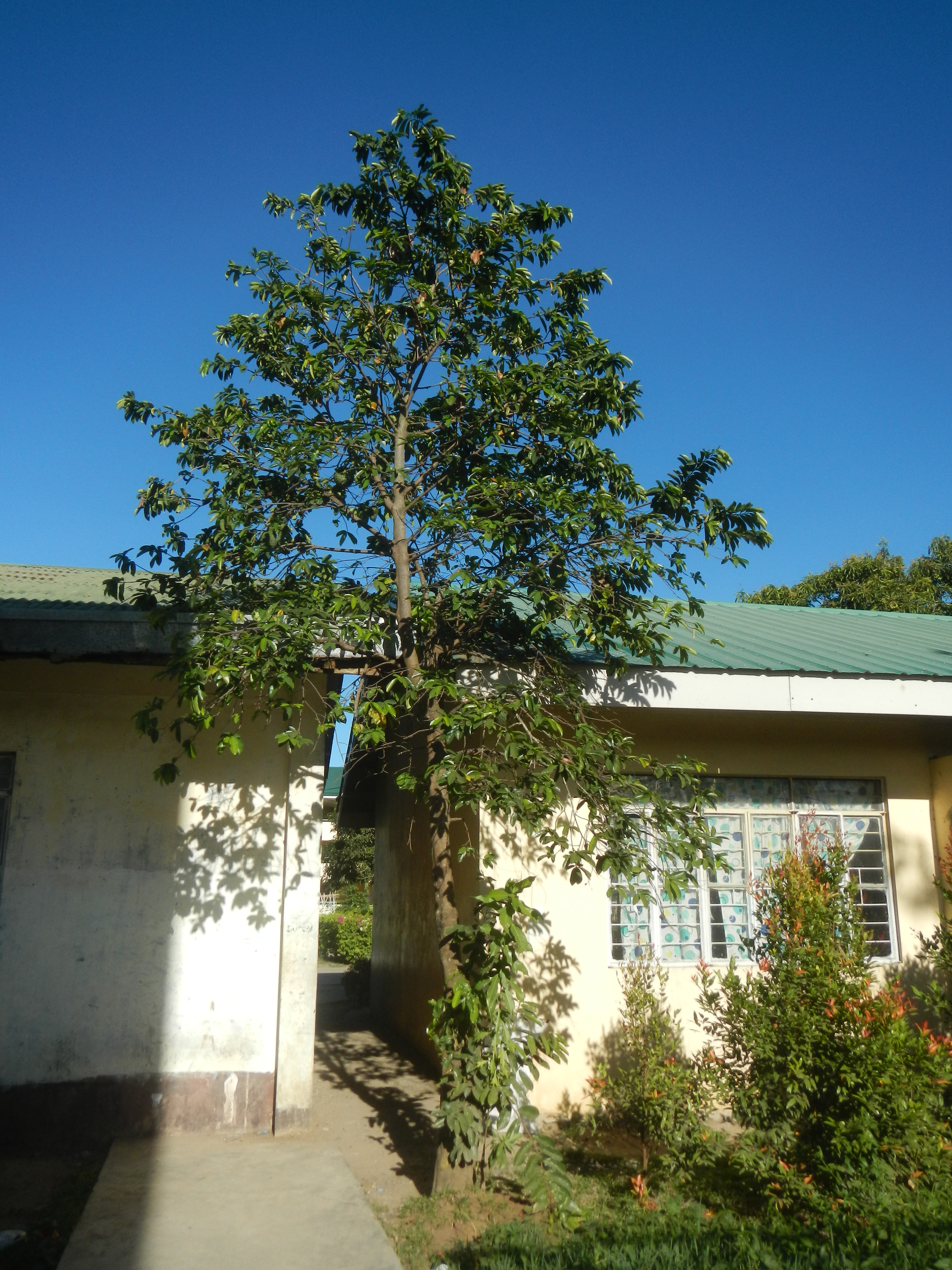
Vue d'ensemble d'un arbre, aux Philippines
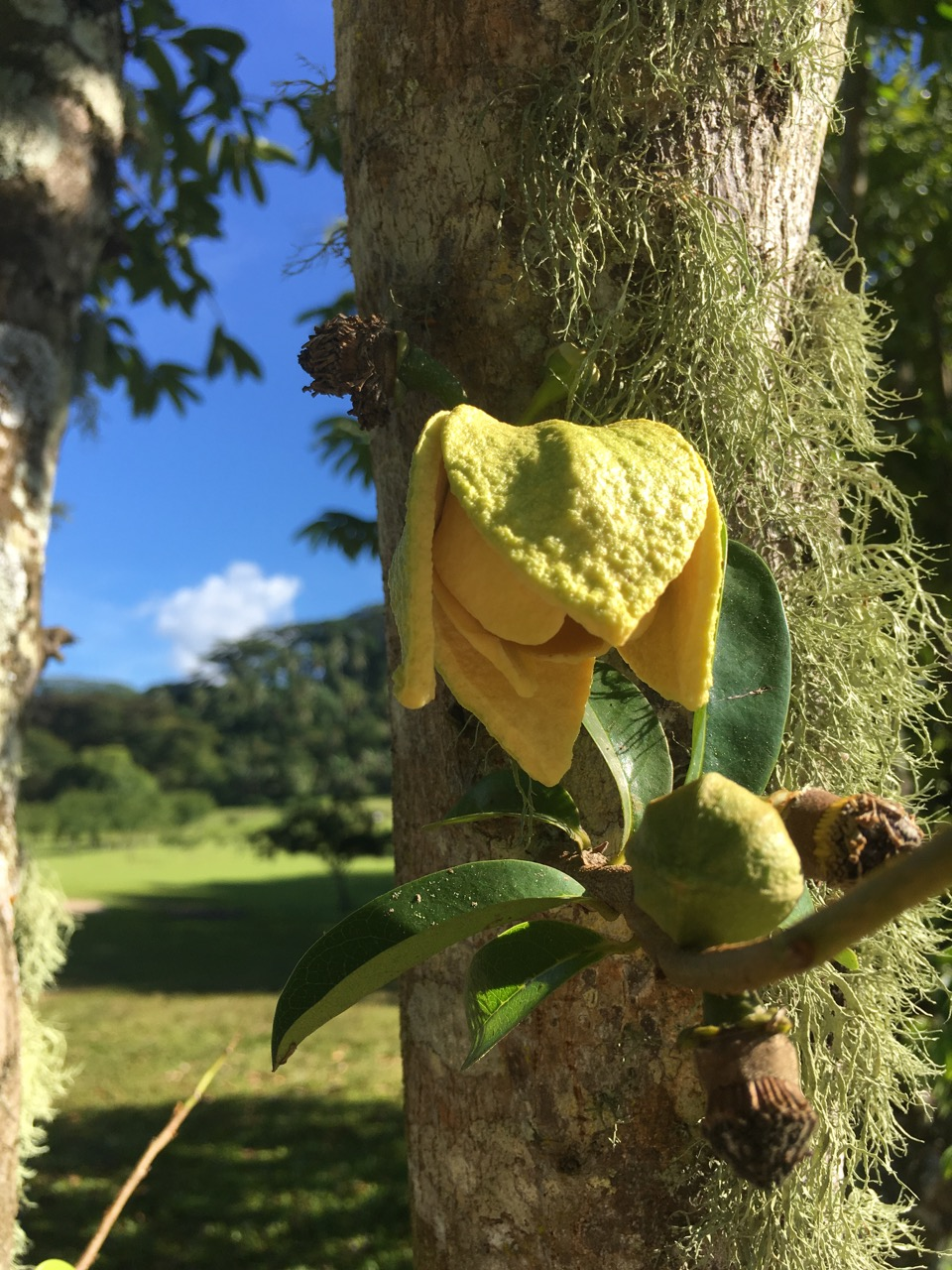
Fleur de corossol sur l'arbre
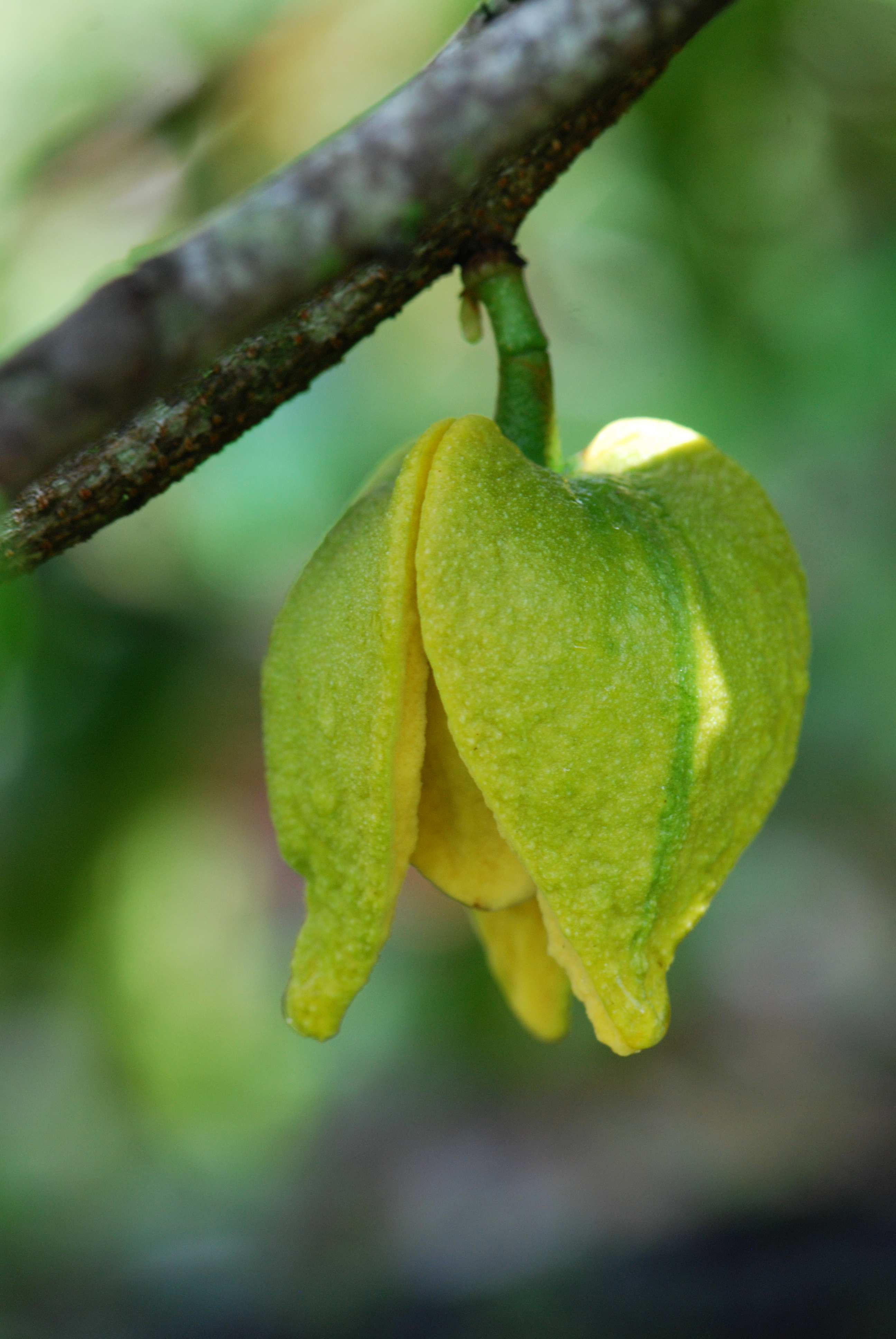
Fleur de corossolier, extérieur
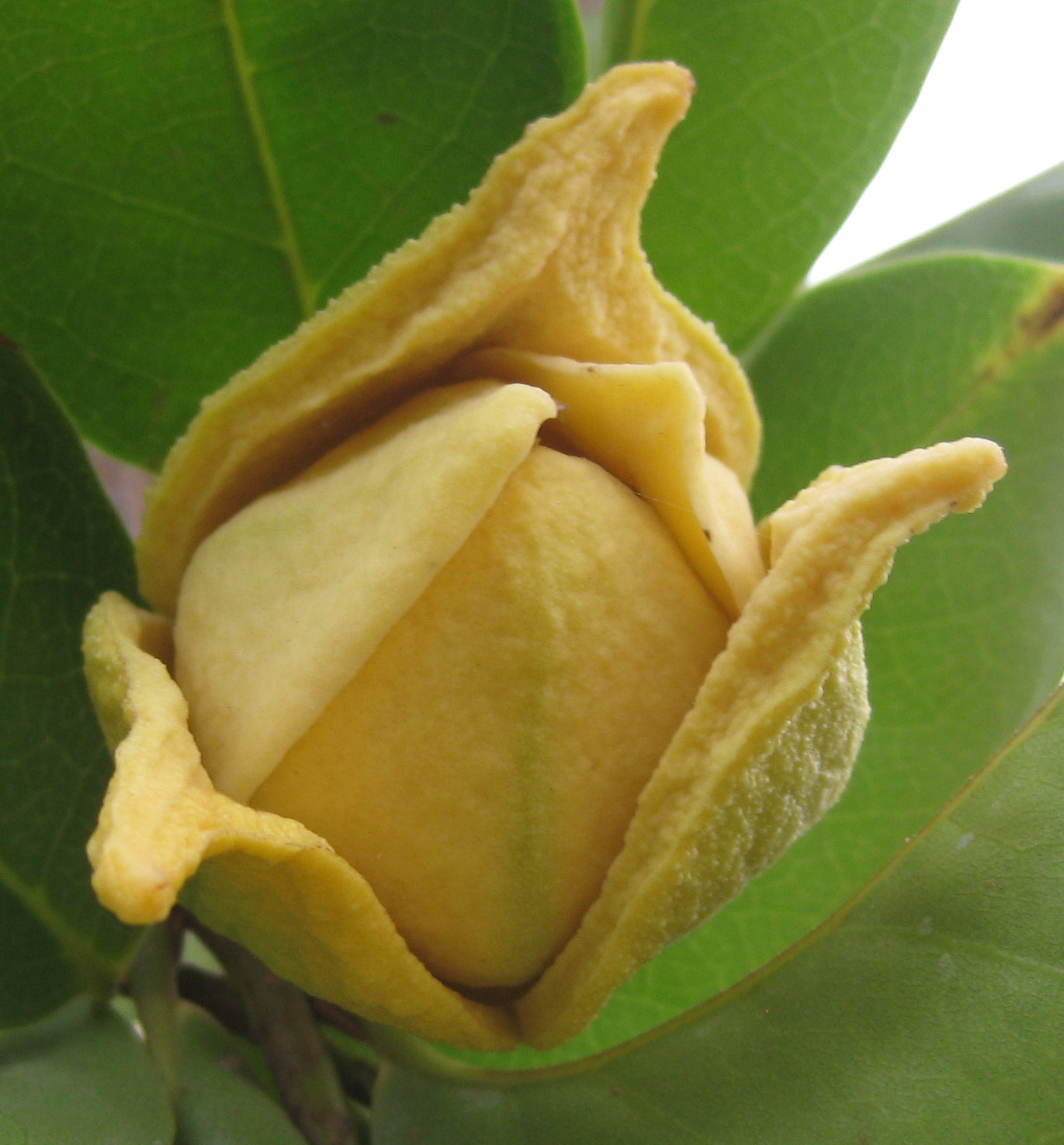
Fleur du corossol, face
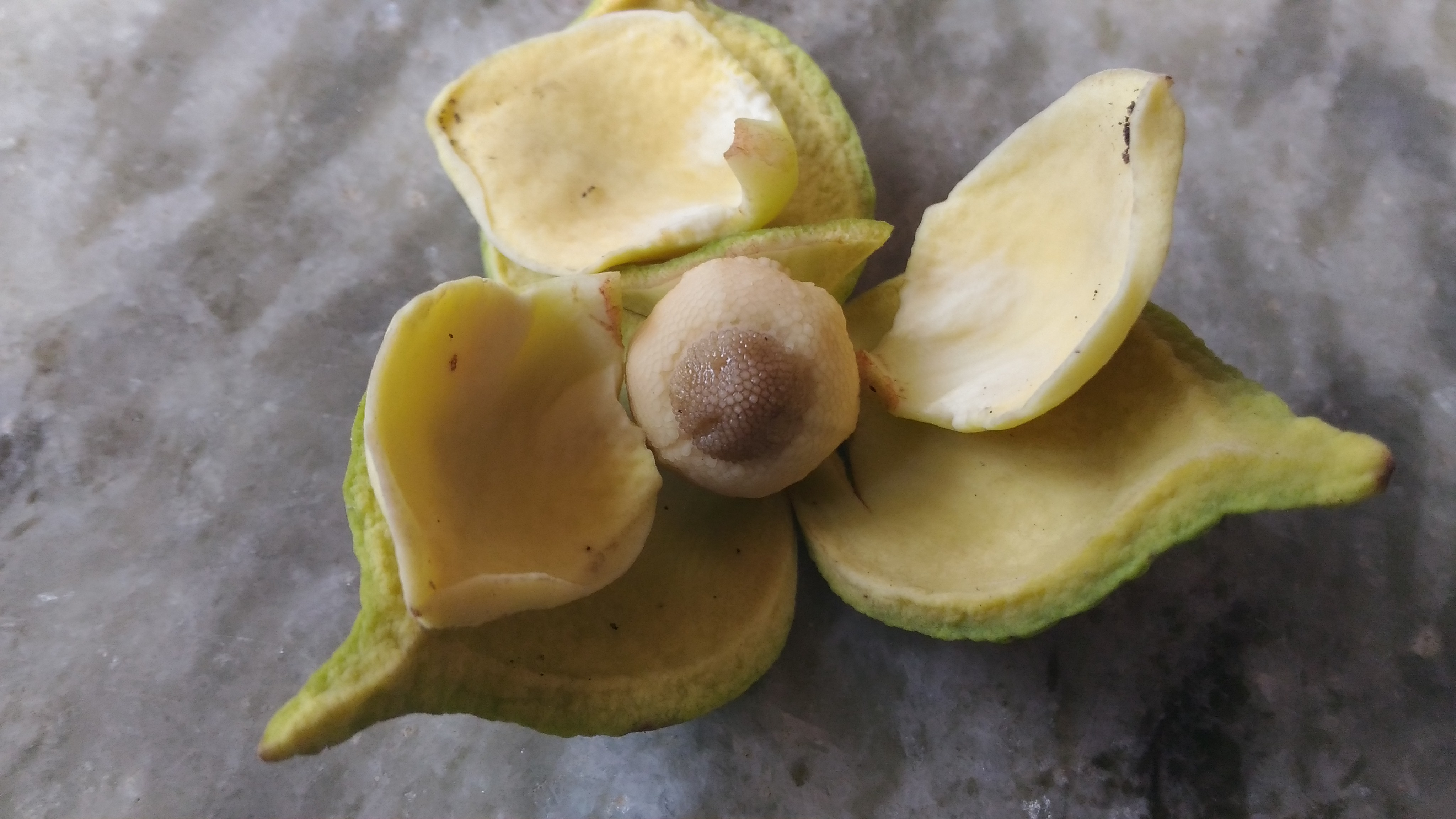
Fleur du corossol, intérieur

Il fleurit toute l'année. Les fleurs apparaissent sur de gros pédicelles (de 15-20 mm de long) opposés aux feuilles. Les six pétales sont jaunes, charnus et épais. Les 3 pétales externes sont largement ovales, aux bords rapprochés, sans se superposer.
Le fruit très gros est constitué par la réunion des carpelles (un syncarpe). Il fait de 15 à 20 cm de long, voire jusqu'à 30 cm de long. De couleur vert foncé, il est couvert d'aréoles avec une excroissance incurvée souple. La pulpe blanchâtre est comestible et contient des graines noires, aplaties.

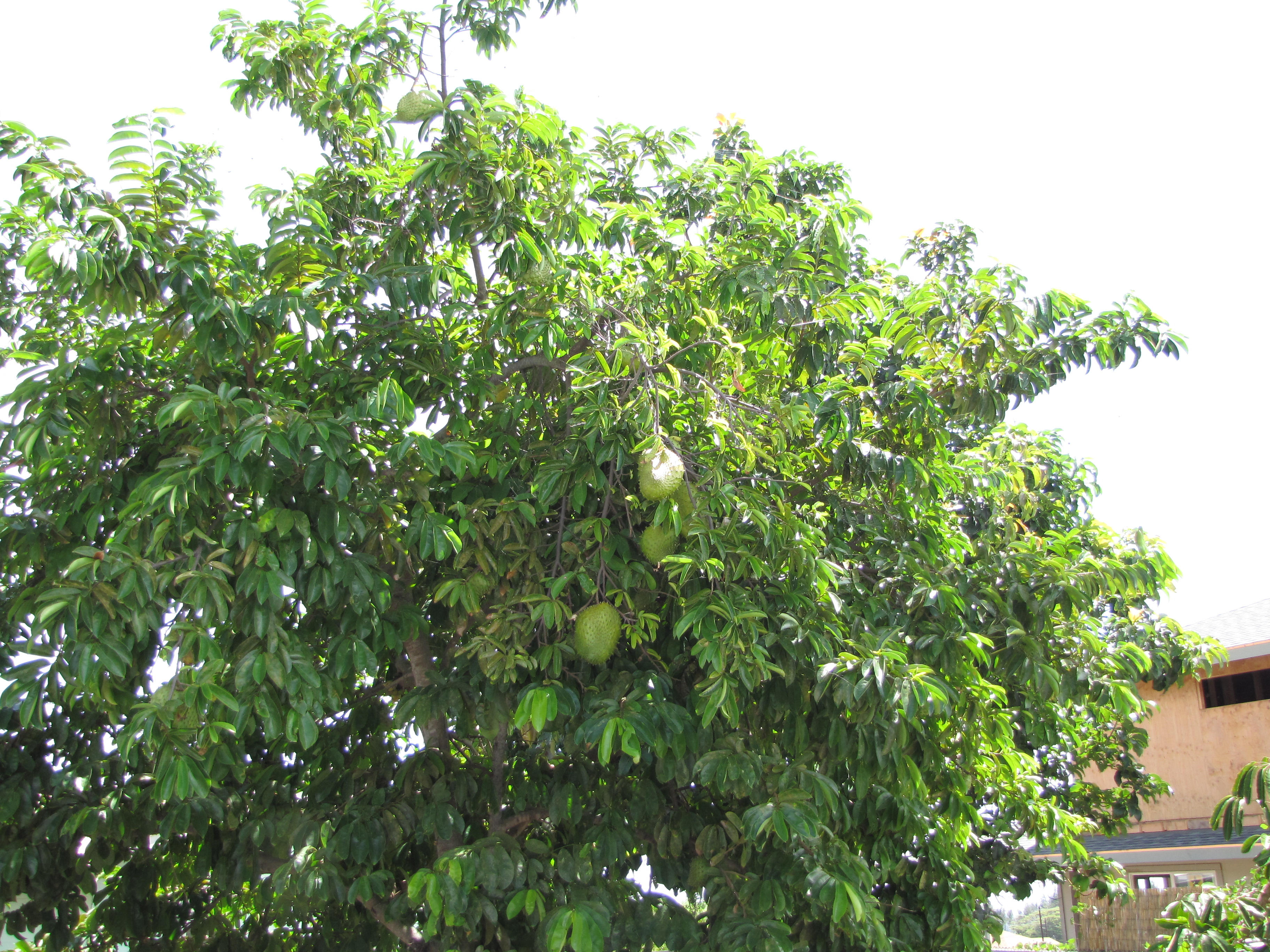
Arbre en fruits
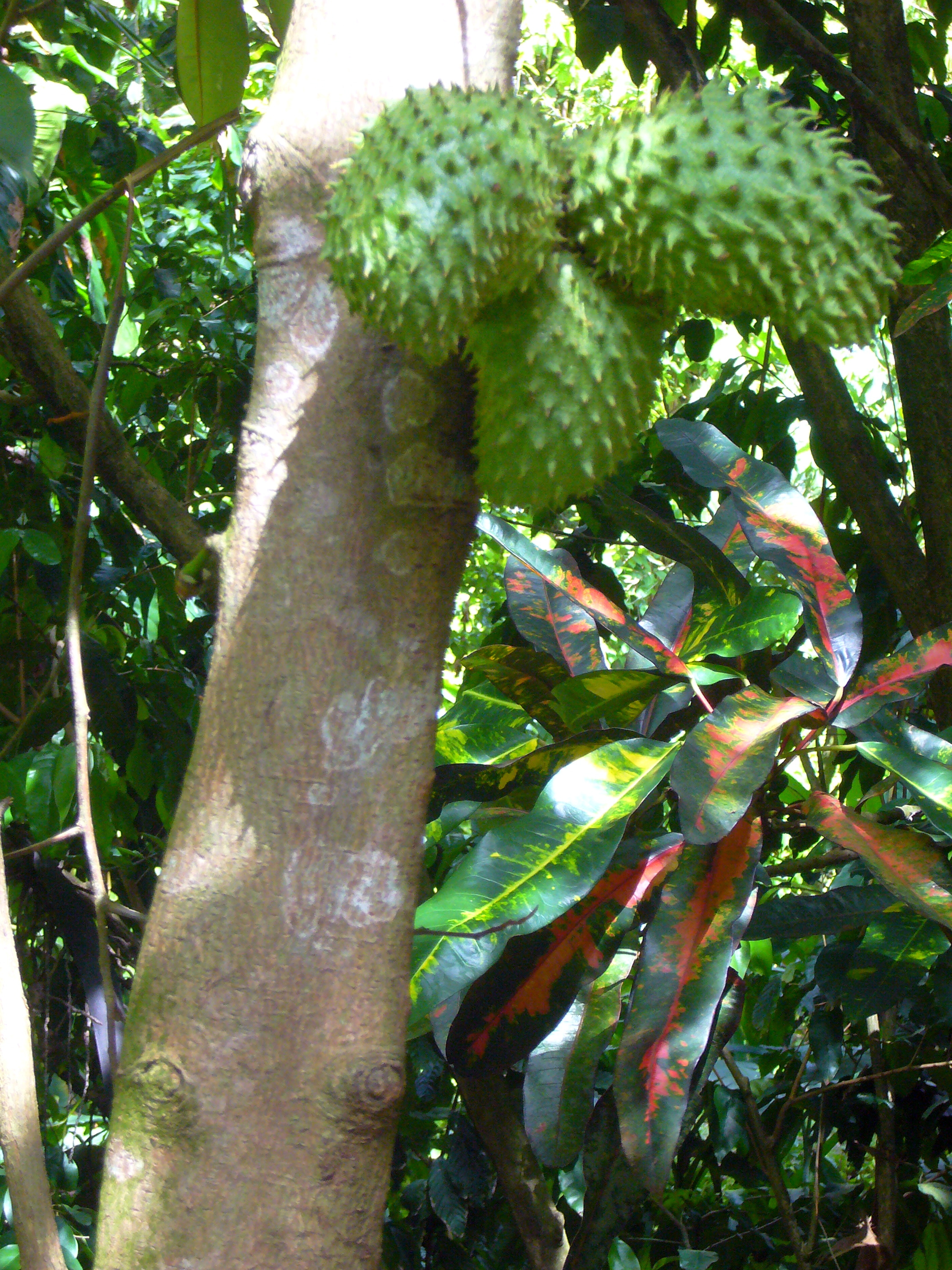
Fruits sur l'arbre
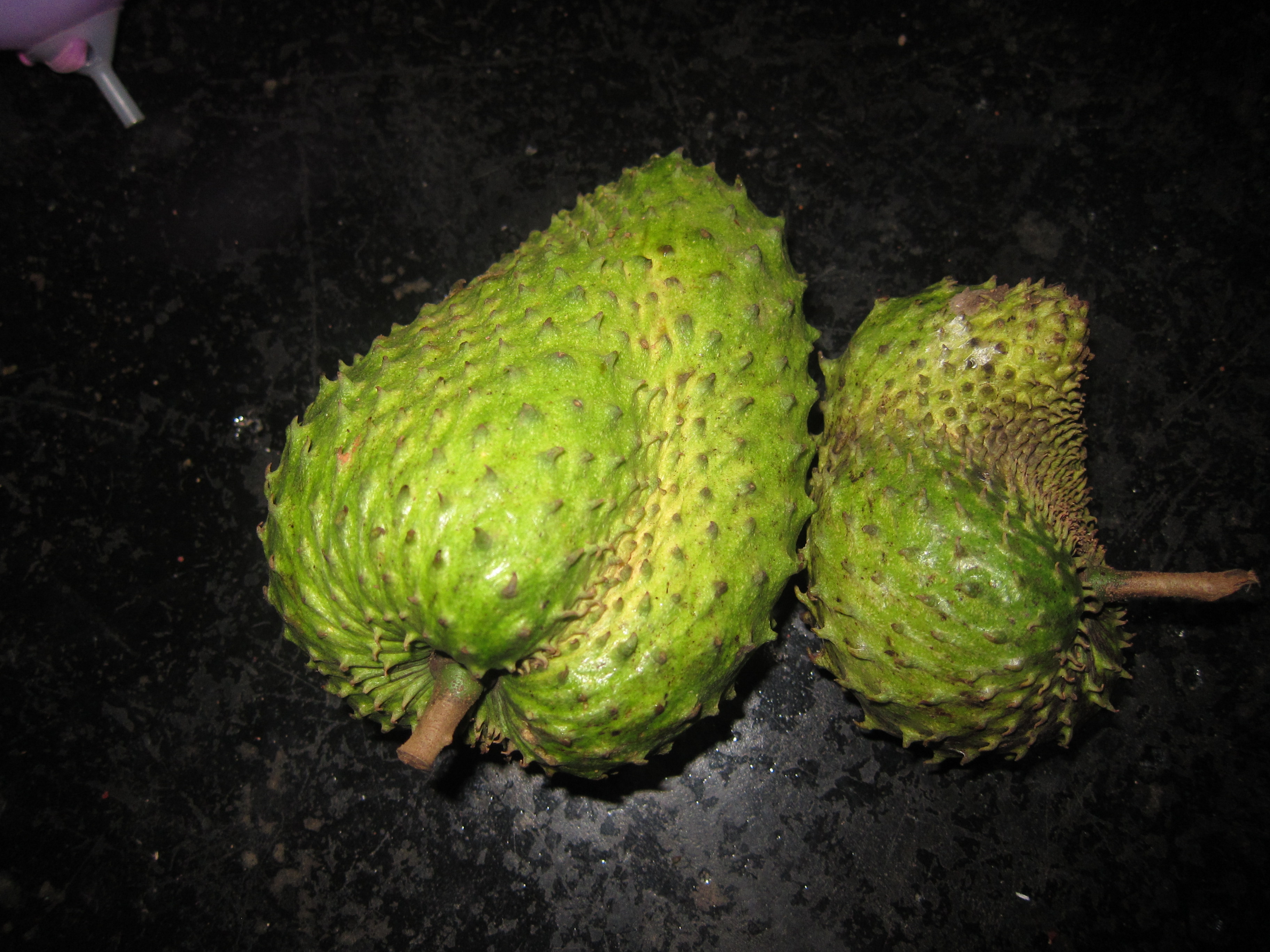
Fruit
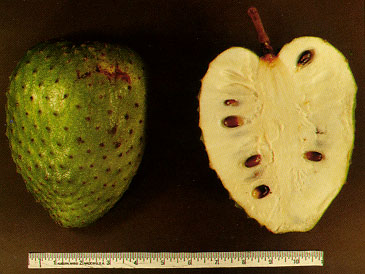
Fruit, coupe

## Répartition
Le corossolier est exclusivement originaire des forêts tropicales : Caraïbe, Amérique Centrale et du Sud, mais il est très abondant en forêt amazonienne, principalement au Brésil et au Pérou, où on le cultive.
On le trouve également en Guinée 

## Culture
Le corossolier tolère les sols pauvres mais ne supporte pas les basses températures.
C'est une espèce allogame à hermaphrodisme successif (dichogamie).
Ses fleurs sont peu attractives pour les pollinisateurs (principalement de petits coléoptères de la famille des Nitidulidae - Carpophilus et Uroporus spp.-, des fourmis et des thrips) et peuvent donc avoir des problèmes de pollinisation.
Pour une bonne pollinisation, l'arbre a besoin d'un bon taux d’humidité relative, de limiter les traitements phytosanitaires pour favoriser les pollinisateurs et éventuellement, d'une pollinisation manuelle en  prélevant le pollen des fleurs lorsqu’elles sont au stade mâle puis en le passant au pinceau sur les fleurs quand elles sont au stade femelle. Cette technique donne des taux de nouaison élevés de l’ordre de 80 à 100 % et permet d’augmenter considérablement les rendements.
On peut faire 2 récoltes par an.

## Propriétés

### Toxicité
Une forte prévalence de syndromes parkinsoniens atypiques dans les Caraïbes a cependant été reliée à la consommation d'infusions de feuilles d'annonacées (Annona muricata et Annona squamosa). Les graines et les feuilles de ces plantes contiennent en effet des acétogénines et des alcaloïdes qui pourraient représenter les composés neurotoxiques impliqués dans ces maladies (Caparros-Lefebvre et coll., 2006)

## Utilisation
Le fruit, appelé corossol, est comestible.
Au Brésil et au Pérou de nombreuses industries exploitent essentiellement son fruit, mais aussi les autres parties de la plantes. On le trouve ainsi sous forme de fruit, jus, glaces, yaourt, confitures, thé...
Dans toute la Caraïbe, le bain des feuilles est traditionnellement utilisé pour calmer les nourrissons.
L'infusions des feuilles est utilisée chez l'adulte comme somnifère et comme sédatif. Elle est également réputée stomachique et antispasmodique.
En usage externe, des cataplasmes de feuilles sont appliqués sur les brûlures occasionnées par les coups de soleil.